# Brookville (Kansas)
Brookville és una població dels Estats Units a l'estat de Kansas. Segons el cens del 2000 tenia 259 habitants.

## Demografia
Segons el cens del 2000, Brookville tenia 259 habitants, 104 habitatges, i 74 famílies. La densitat de població era de 169,5 habitants per km².
Dels 104 habitatges en un 30,8% hi vivien nens de menys de 18 anys, en un 64,4% hi vivien parelles casades, en un 4,8% dones solteres, i en un 27,9% no eren unitats familiars. En el 26% dels habitatges hi vivien persones soles el 12,5% de les quals corresponia a persones de 65 anys o més que vivien soles. El nombre mitjà de persones vivint en cada habitatge era de 2,49 i el nombre mitjà de persones que vivien en cada família era de 2,97.
Per edats la població es repartia de la següent manera: un 23,9% tenia menys de 18 anys, un 8,5% entre 18 i 24, un 30,5% entre 25 i 44, un 24,3% de 45 a 60 i un 12,7% 65 anys o més.
L'edat mediana era de 39 anys. Per cada 100 dones de 18 o més anys hi havia 109,6 homes.
La renda mediana per habitatge era de 32.250 $ i la renda mediana per família de 45.417 $. Els homes tenien una renda mediana de 30.625 $ mentre que les dones 24.000 $. La renda per capita de la població era de 18.945 $. Entorn del 9,1% de les famílies i el 18,4% de la població estaven per davall del llindar de pobresa.

## Poblacions més properes
El següent diagrama mostra les poblacions més properes.